# خضاره
خضاره (به عربی: الخضارة) یک شهرداری در الجزایر است که در استان سوق اهراس واقع شده‌است.